# 2000年全仏オープン
2000年 全仏オープン（2000ねんぜんふつオープン、Internationaux de France de Roland-Garros 2000）は、フランス・パリにある「スタッド・ローラン・ギャロス」にて、2000年5月29日から6月11日にかけて開催された。

## シニア

### 男子シングルス
グスタボ・クエルテン def.  マグヌス・ノーマン, 6-2, 6-3, 2-6, 7-6
- クエルテンは3年ぶり2度目の優勝。

### 女子シングルス
マリー・ピエルス def.  コンチタ・マルティネス, 6-2, 7-5
- ピエルスは、フランス人の女子テニス選手として1967年のフランソワーズ・デュール以来「33年ぶり」の全仏女子シングルス優勝を達成。

### 男子ダブルス
マーク・ウッドフォード /  トッド・ウッドブリッジ def.  ポール・ハーフース /  サンドン・ストール, 7–6(7), 6–4
- 男子ダブルス優勝のウッドフォード&ウッドブリッジ組が、同一ペアとして史上5組目の男子ダブルス「キャリア・グランドスラム」を完成させた。2人は姓もよく似ていることから「ウッディーズ」（Woodies）と呼ばれたコンビで、全豪オープンは1992年、ウィンブルドンは1993年（以後1997年まで大会5連覇）、全米オープンは1995年に初優勝していたが、最後に残った全仏オープンをこの年に獲得した。

### 女子ダブルス
マルチナ・ヒンギス /  マリー・ピエルス def.  ビルヒニア・ルアノ・パスクアル /  パオラ・スアレス, 6–2, 6–4

### 混合ダブルス
デビッド・アダムズ /  マリアン・デスウォート def.  トッド・ウッドブリッジ /  レネ・スタブス, 6-3, 3-6, 6-3

## ジュニア

### 男子シングルス
ポール＝アンリ・マチュー def.  トミー・ロブレド, 3–6, 7–6(3), 6–2

### 女子シングルス
ビルジニ・ラザノ def.  マリア・エミリア・サレルニ, 5–7, 6–4, 8–6

### 男子ダブルス
マルク・ロペス /  トミー・ロブレド def.  ヨアキム・ヨハンソン /  アンディ・ロディック, 7–6(2), 6–0

### 女子ダブルス
マリア・ホセ・マルティネス・サンチェス /  アナベル・メディナ・ガリゲス def.  マテア・メザック /  ディナラ・サフィナ, 6–0, 6–1